# Gerard Wiegman
Gerardus (Gerard) Wiegman (Delfshaven, 16 september 1875 – Schiedam, 28 juni 1964) was een Nederlands schilder en tekenaar. 

## Biografie
Wiegman werd geboren in Delfshaven als zoon van Johannes Cornelis Wiegman en Hendrika Cornelia Sloos. Hij groeide op met Kees van Dongen. Beiden gingen naar de Akademie voor Beeldende Kunsten in Rotterdam. Wiegman zat reeds op veertienjarige leeftijd in het schildersvak. Hij begon als decoratieschilder. Later schilderde en tekende hij landschap, haven- en riviergezichten met schepen in de trant van Evert Moll. Zijn schilderstijl wordt wel vergeleken met die van de Haagse School.
Wiegman was lid van de Rotterdamse Kunstenaars Sociëteit. Hij gaf les aan diverse leerlingen, onder wie Jan Baars en Albert Hendrik van Eynsbergen. 
Wiegman trouwde in 1901 met Carolina Vriends. Hun zoon Theo Wiegman (1908-1996) werd ook schilder van landschap-, haven- en riviergezichten. Het  echtpaar Wiegman woonde de laatste veertig jaar in Overschie. Hij overleed aldaar in juni 1964 na een kort ziekbed. 

## Musea
Het Maritiem Museum Rotterdam bezit verschillende werken van Wiegman. 
- Biografisch Portaal: 22695117
- RKD-Nederlands Instituut voor Kunstgeschiedenis: 91940